# Ve stínu lípy
Ve stínu lípy označil sám autor - Svatopluk Čech jako cyklus malých povídek veršem.
Poprvé vyšel r. 1879 v Květech a o rok později v „Nové sbírce veršovaných prací“, naposled v sedmém samostatném vydání r. 1894.
Toto dílo patří k Čechovým nejznámějším a čtenářsky nejoblíbenějším titulům.
Skládá se z osmi povídek podávaných různými vypravěči. Zpravidla se jedná o typické představitele života české vesnice. Kniha je uvedena apostrofou rodného kraje, který evokuje autorovo šťastné dětství. Básník však prožívá stesk nad nenávratnou minulostí a je odváděn do jiného prostředí, kde poznal hrdiny svého díla a jejich příběhy. (Pravděpodobně se jedná o Vrané na Slánsku)

## Děj a rozbor
Po lyrickém vstupu následuje představení jednotlivých účastníků besedy, poté dochází na vlastní vyprávění. Kompozice je vyvážená a pravidelně se v ní střídají příběhy vážné a úsměvné, některé všedně prosté, jiné vychloubačné a humorně nadnesené - záleží na povaze vypravěčů. Silně je zde aktualizováno napětí domova a světoběžnictví. Autor je jednoznačně na straně těch, kteří nalézají zalíbení v rodném, byť chudém prostředí. Na druhé straně sebevědomé znalce světa provází jemná ironie..
Zde se v neděli pod košatou lípou schází osm vesničanů, kteří jako vlastní vzpomínky vypráví své příběhy.
1. Jako první vypráví sedlák. Vzpomíná na Václava, syna statkáře Bárty, který se děsil nudného vesnického života a tak - rodičům navzdory - odjel do Ameriky. Tam se oženil, ale přátelé i žena ho zradili a on se vrací do svého rodiště jako pán, ale s nitrem plným stesku a výčitek svědomí. Chce se smířit se svými rodiči, ale jeho otec je mrtvý a jeho matka slepá a nemocná. Svého syna ale i po dvaceti letech okamžitě pozná.
Václav o ni starostlivě pečuje, ale ona brzy umírá. Když zanedlouho zemře i Václav, je uložen do jejího hrobu, čímž dojde klidu.
Můžeme pozorovat jednoznačné poslání této příhody: chudá rodná ves je sladší a jasnější než celý širý svět.
2. Krejčík ale sedlákovi oponuje - kdo zůstal sedět doma za pecí, stal se jen polovičním člověkem. Následně podává zcela vymyšlenou, fanfarónsky vychloubačnou, leč také dobromyslně sebe sama zesměšňující historii své lásky v Benátkách. Byl zamilovaný do dcery cukráře. Její strýc však lásce nepřál. Jednoho dne byl zamilovaný pár překvapen jeho náhlým návratem a krejčík úlekem spadl do kádě se sirupem. Na poslední chvíli ho dívka ukryje dovnitř obrovského dortu, kde nakonec usne. Probudí se až na výroční slavnosti františkánů (porcinkule). Vyrazí tedy ven, vylekaní mniši se posléze dají do smíchu a nezvaného hosta pozvou k hodování..
3. Dále se řeči chopí starý pan učitel se vzpomínkou na Štědrý den, kdy mu zemřela žena i děti. Po letech však při zimní štědrovečerní bouři našel úkryt u chudé vdovy se dvěma dětmi, zamiloval se do ní a po roce byl opět ženichem svatbu.
4. Další příběh patří vojenskému vysloužilci. Jemu v bitvě Vlachové zranili nadřízeného plukovníka a umírající mu svěřil svou závěť. On si ji schoval do boty. Poté mu ale dělová koule utrhla nohu, a on se se svým přítelem, který ho nesl na zádech, pro ni vydal do nejprudší bojové vřavy a získal ji zpět. Jeho noha pak byla slavnostně pohřbena a on vyznamenán samotným sardinským králem Carlem Albertem. (humorné ladění)
5. Dále paní hostinská dojímá besedníky smutnou historií o smrti malé holčičky, vnučky loutkáře.
Děvčátko bylo sirotek, a když mu zemřel i dědeček, ujal se ho hostinští. Brzy si u nich zvykla a spřátelila se s jejich stejně starou dcerou. Često si hrávala s loutkami zahálejícími na půdě a starostlivě pečovala o kobylu jménem Princezna, což bylo její jediné dědictví po příbuzných. Pan hostinský ale loutky i kobylu prodal zběhlému studentovi. Když se to holčička dozvěděla, rozlítostněna ztrátou toho nejdražšího, rozběhla se za jeho vozem, spadla do rozvodněné řeky a utonula. Touto událostí jsou stárnoucí pěstouni navždy poznamenaní..
6. Pak se slova chopí pan pojezdný, a vzpomíná na svůj první polibek. Otec ho jako dospívajícího chlapce poslal na praxi do zámku. Byl přijat panem vrchním, který byl lehce ovíjen, a uprostřed hovoru usnul. Jeho zvídavá dcera toho využila a mezi mladými lidmi se rozvinula koketní zábava končící polibkem, v témže okamžiku se probudil pan vrchní. Mládenec žádnou zaměstnaneckou praxi nezískal a byl poslán zpět domů.
7. Poslední příběh je šumařův. Vypráví o své milé, jejíž rodiče bránili jejich lásce, a tak spolu utekli na Kavkaz. Velmi se jí však stýskalo po domově, a napsala domů dopis. Když se jí v odpovědi otec zřekl, začala chřadnout, až už nemohla vstát z lože. Za čas ale přišel druhý dopis od její matky, která jí vše odpustila a prosí, aby se vrátila domů. Ona ale v té chvíli zemře kvůli výčitkám svědomí a stesku. Domů se vrací jen šumař, který už nikdy nezahraje jedinou veselou písničku.
Cyklus uzavírá pan mlynář s přípitkem na počest rodnému kraji. Pozorujeme patetické, nadosobně platné gesto oslavující domov a rodný kraj. V jeho formě se vyskytuje rétorika Čechovy pozdější lyriky.
V tomto díle jsou uchovány základní prvky Čechova slohu - obrazná perifrastičnost, nadbytečnost slovního rázu, složitá skladba vět, proměnlivost větné intonace. Tato forma vyprávění je schopná do sebe zahrnout popisy přírodních krás, vnější rysy besedníků a odstínění jejich povahy. Odstíny přitom mají pouze zpestřit obraz vesnického života nazíraného chápajícím pohledem vzpomínky. Přítok reality, živost vyprávění, střídání rozmanitých žánrových poloh a především důvěrná vzpomínka zajistila tomuto cyklu mimořádnou oblibu.

## Online dostupné dílo
- ČECH, Svatopluk. Ve stínu lípy. 9. vyd. Praha: F. Topič, 1906. 81 s. Dostupné online.